# Рждак
Рждак (буг. Ръждак је насељено место у општини Петрич у области Благоевград, Бугарска. Према попису из 2021. године било је 235 становника.